# Чапля Семен
Семе́н (Лебединський) Ча́пля (? — 1855) — кобзар із Межиріччя Охтирського повіту. Походив зі стану козацьких переселенців. Жив у м. Лебедині (тепер Сумської області). Мав бандуру на 75 струн (очевидно, торбан). Хведір Холодний говорив П. Мартиновичу, що торбаніст помер у 1855 році.